# Senna Deriks
 (août 2016).
Si vous disposez d'ouvrages ou d'articles de référence ou si vous connaissez des sites web de qualité traitant du thème abordé ici, merci de compléter l'article en donnant les références utiles à sa vérifiabilité et en les liant à la section « Notes et références ».
Senna Deriks née à Emmen le 30 décembre 2000, est une gymnaste belge. Elle participe aux Jeux olympiques d'été 2016 à Rio de Janeiro avec l'Équipe belge de gymnastique artistique féminine.
En mai 2020, Senna Deriks annonce publiquement sur les réseaux sociaux mettre fin à sa carrière sportive à la suite du report des Jeux olympiques d'été de 2020 à Tokyo pour 2021 à cause de la pandémie de Covid-19.

## Palmarès
| Compétition sportive                 | Total             | Total              | Agrès | Agrès  | Agrès  | Agrès |
|                                      | Indiv.            | Équipe             | Saut  | Poutre | Barres | Sol   |
| ------------------------------------ | ----------------- | ------------------ | ----- | ------ | ------ | ----- |
| Jeux européens 2019                  | 6                 |                    |       |        |        |       |
| Jeux Olympiques 2016                 |                   | 12                 |       |        | 56     |       |
| Olympisch Test Event 2016            |                   | Médaille de bronze |       |        |        | 6     |
| Top Gym (junioren) 2015              | Médaille d'argent |                    |       |        |        |       |
| Elite Gym Massilia 2015              | 23                | 4                  |       |        |        |       |
| Championnat flamand 2015 juniors     | Médaille d'argent |                    |       |        |        |       |
| Championnat de Belgique 2015 juniors | Médaille d'argent |                    |       |        |        |       |